# La Jonquera
La Jonquera (Spaans: La Junquera) is een gemeente in de Spaanse provincie Girona in de regio Catalonië met een oppervlakte van 57 km². La Jonquera telt 3.231 inwoners (1 januari 2016).
De gemeente ligt nabij de grensovergang met de Franse plaats Le Perthus. De stad ligt ook dicht bij de Spaanse stad Girona. Ter plaatse ligt de laagstgelegen bergpas in de oostelijke Pyreneeën, waar de Carthaagse generaal Hannibal met zijn olifanten de bergen doortrok op zijn veldtocht naar Italië.

## Geschiedenis
Het gebied is altijd een belangrijke doorgang door de Pyreneeën geweest. De hedendaagse snelweg AP-7 strekt zich niet ver uit van de oude Romeinse weg, de Via Augusta. Vlakbij staat een altaar opgericht door Pompeius op de Coll de Panissars. De naam komt precies van het Romeinse landhuis Iuncaria, dat niet onder de huidige bevolking ligt, maar enkele kilometers verderop, in Figueras.
La Junquera was in 1285 het toneel van een conflict waarbij terugtrekkende Franse kruisvaarders betrokken waren, dat eindigde in hun nederlaag.
Vanaf de 13e eeuw tot het einde van het landhuisregime, halverwege de 19e eeuw, was het bezit van de familie Rocabertí. Het Verdrag van de Pyreneeën (1659) plaatste de nieuwe grens tussen de Spaanse en Franse monarchieën in het Albera-gebergte, een feit dat de daaropvolgende geschiedenis van La Junquera markeerde.

## Geografie
Het ligt aan de noordkant van de Alt Empordà, op de grens met de noordelijke Catalaanse regio Vallespir via de Pertúspas, de huidige grens tussen de Spaanse en Franse staten. Neergestort in de Sierra de l'Albera. Kurkeikenbossen overheersen daar.
Het oude centrum van Requesens (ten oosten van de stad) maakt sinds 1986 deel uit van het natuurreservaat Albera van nationaal belang.
De N-II-weg en de AP-7-snelweg (toegang tot afrit nummer 2) verbinden La Jonquera met de rest van de regio en Catalonië, en geven het toegang tot een van de belangrijkste internationale communicatieroutes tussen de Spaanse staten en de Franse staten.

## Schild
Het schild van La Junquera is een kantonschild, gemaakt van zilver, een bundel riet van chinople met een gouden band. Het schild wordt bekroond door een muurkroon van een villa. Het riet is een traditioneel sprekend element, gerelateerd aan de naam van de stad.
Het schild werd op 17 december 1990 goedgekeurd.

## Interessante plaatsen
- Natuurgebied Albera van nationaal belang
- Jonquera-vijvers
- Exile Memorial Museum (MUME)
- Parochiekerk van Santa Maria, eind 18e eeuw (15e-eeuwse gevel).
- In de Panissarspas bevinden zich de overblijfselen van een middeleeuwse benedictijnse priorij, Santa Maria de Panissars en de fundamenten van een groot Romeins gebouw, geïdentificeerd met het Mansio Summum Pyrenaeum (op het ontmoetingspunt tussen Via Domitia en Via Augusta) en de trofeeën die Pompeius opgericht na het verslaan van Sertorius.
- Kastelen verklaard tot cultureel erfgoed van nationaal belang:
- De oude stad Requesens, bereikbaar via Cantallops, heeft het heiligdom van Onze-Lieve-Vrouw van Requesens en het kasteel van Requesens, herbouwd aan het einde van de 19e eeuw.
- Ruïnes van het oude kasteel van Rocabertí, voormalige zetel van de gelijknamige burggraafschap.
- Het kasteel van Canadal

Romaanse kluizenaarswoningen:
- Sant Jaume de Canadal uit de 9e eeuw
- Sant Pere del Pla de l'Arca
- Sant Martí del Forn del Vidre uit de 10e eeuw
- Santa Llúcia de la Jonquera
- Sant Miquel de Solans
- Sant Julià dels Torts uit de twaalfde eeuw.
- De casal van Ca l'Armet, aan de Carrer Major, uit de moderne tijd, met kamers versierd met schilderijen en een belangrijk familiearchief.
- La Porta Catalana (gebouwd door Josep Lluís Sert in 1982), in het servicegebied Jonquera, aan de snelweg AP7.

Megalithische monumenten:
- Canadees hunebed
- hunebedden van Mas Baleta I - II - III
- hunebedden van de Estanys I - II - III
- hunebedden van Coll de Madàs I - II
- hunebedden van de Mesclants
- hunebedden van Plan de l'Arca
- Menhirs van de vijvers I - II

## Bosbranden
Het gebied rond La Jonquera werd in juli 2012 ernstig getroffen door fatal wildfires die grote delen van de bosbouw in het noorden van Catalonië verwoestten.

## Economie
Regenrijke landbouw en kurkverwerking waren traditioneel de belangrijkste economische activiteiten. Momenteel is de basis van de gemeentelijke economie de activiteit die is afgeleid van het douanekantoor van Portús - de naam van de stad Pertús in Emporda, waarvan een deel (het district Límits) tot La Jonquera behoort.

## Prostitutie
De New York Times meldde dat in 2010 een van Europa's grootste bordelen in La Jonquera werd geopend, waarbij gebruik werd gemaakt van de open grenzen en "belastingwetten" van Europa. Veel van de cliënten komen naar verluidt uit Frankrijk, waar prostitutie in april 2016 illegaal werd gemaakt. Volgens de krant zeggen "advocaten en politieambtenaren dat de meeste vrouwen worden gecontroleerd door illegale netwerken – het zijn moderne slaven."